# Emilio de’ Cavalieri
Emilio de’ Cavalieri (ok. 1550 w Rzymie, zm. 11 marca 1602 tamże) – kompozytor włoski muzyki baroku. Członek Cameraty florenckiej. 

## Życiorys
Był przez długie lata intendentem koncertów w Rzymie i Florencji. Jego najważniejszym dziełem było Rappresentatione di Anima, et di Corpo (1600), będące prekursorem oper i oratoriów.